# 하이 큐브
하이 큐브는 현대제철의 수소 기반 공정 융합형 철강 생산체제(Hy3, Hy-Cube)이다.

## 상세
신(新) 전기로에 철스크랩과 고로의 탄소중립 용선(쇳물), 수소환원 직접환원철 등을 혼합 사용해 저탄소 고급 판재를 생산하는 기술이다. 철 원료를 녹이면서 불순물을 제거하는 기능까지 적용된 신개념 전기로다.
고철을 녹여 쇳물을 녹인 기존 전기로와 달리, 천연가스 등을 활용한 직접환원철과 쇳물을 함께 사용해 탄소 발생을 최소화할 수 있다. 또한 기존 전기로 제품인 봉형강류부터 고로에서 생산되는 고급 판재류까지 생산한다. 원료, 공정, 제품 등 3가지 과정에서 탄소를 저감하며, 2030년까지 탄소배출을 약 40% 감소한 강재를 생산할 수 있는 체제다.

## 공정 프로세스
철스크랩 + 고로에서 생산된 저탄소 쇳물 + 직접환원철 > 신 전기로에 투입 > 탄소중립 고급강 생산

## 같이 보기
- 현대제철